# Gararagua
Gararagua ist ein Verwaltungsbezirk (Ward) des Distrikts Siha in der tansanischen Region Kilimandscharo.

## Geografie
Gararagua liegt im Nordosten von Tansania am westlichen Abhang des Shira. Das Gebiet steigt von der Ebene zwischen dem Mount Meru und dem Kilimandscharo in 1400 Meter Seehöhe nach Osten bis knapp an den Kraterrand des Shira auf 3400 Meter an.
Der Bezirk grenzt im Nordwesten an Miti Mirefu, im Norden an Ndumeti, im Osten an Masama Mashariki des Distrikts Hai, im Süden an Livishi, Sanya Juu und Biriri und im Westen an Karansi. Bei der Volkszählung 2022 lebten 11.815 Menschen in 2748 Haushalten auf einer Fläche von 94 Quadratkilometern.

## Gliederung
Der Bezirk besteht aus vier Gemeinden (Mtaa) mit zehn Orten (Kitongoji):
| Wiri - Wiri - Dachi Kona | Mawasiliano - Mawasiliano - Neema | Magadini - Magadini Kati - Leng'ong - Naco - Ziwa Magadini | Mlangoni - Mlangoni - Kilari |

## Wirtschaft und Infrastruktur
- Bildung: Von den zwei weiterführenden Schulen des Bezirks ist eine staatlich und eine wird von der römisch-katholischen Kirche geführt.[8] Die staatliche Magadini Secondary School bildet Mädchen und Burschen bis zur 4. Stufe,[9] die Magnificat Secondary School bis zur 6. Stufe aus.[10]
- Gesundheit: In den Gemeinden Wiri und Mawasiliano gibt es je eine staatliche Apotheke.[11][12]